# Antoniotto Invrea
Antoniotto Invrea a été le 116e doge de Gênes du 28 mars 1661 au 29 mars 1663.